# Raixa

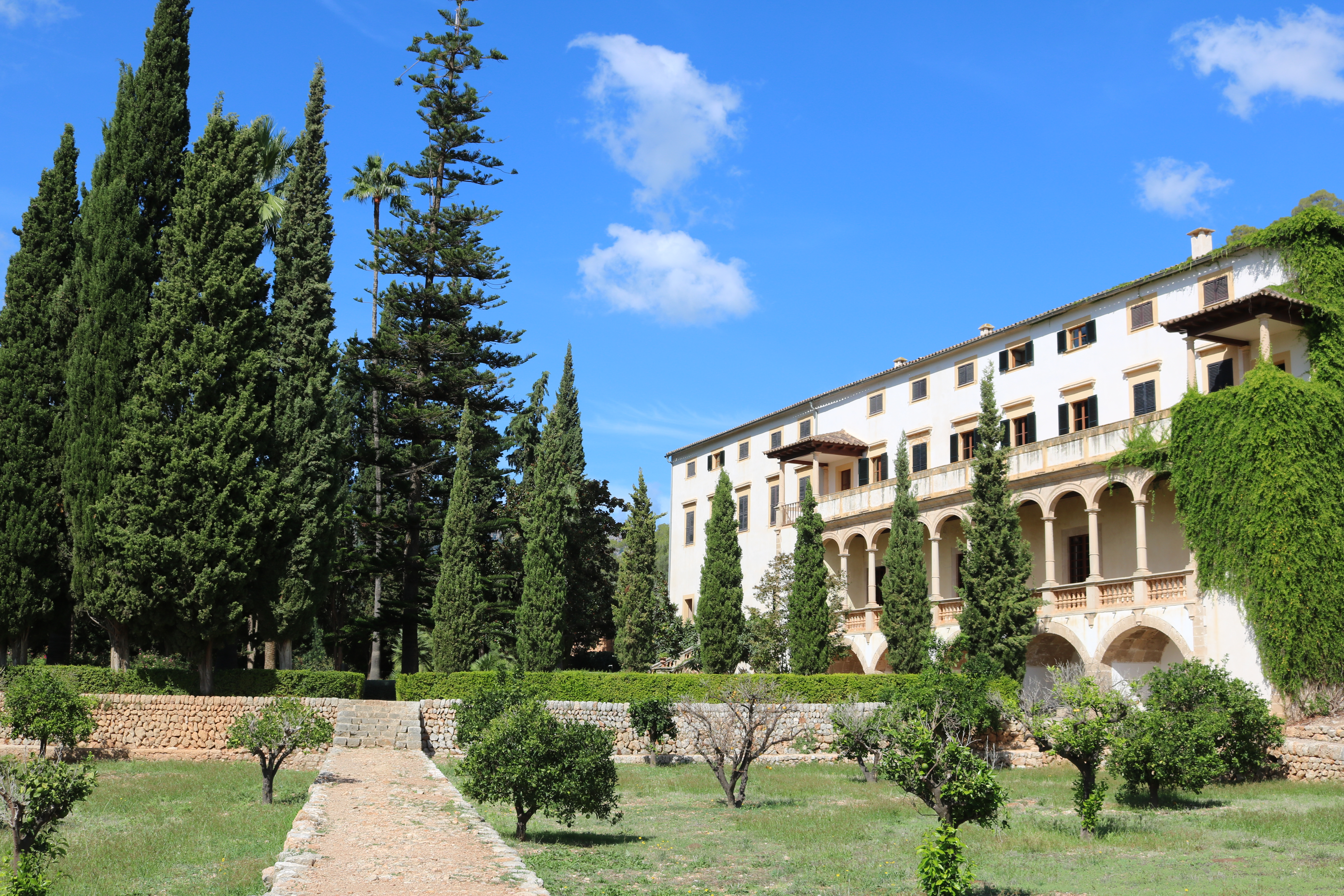
Landgut Raixa, links eine Allee aus Mittelmeer-Zypressen

Raixa ist ein Landgut am Fuß der Serra de Tramuntana in der spanischen Gemeinde Bunyola auf der balearischen Insel Mallorca.
Historie, architektonische Zeugnisse und Gärten machen es zu einem der wichtigsten Kulturgüter Mallorcas und einem sehenswerten Ausflugsziel. Seit 2021 fungiert Raixa als Besucherzentrum für das UNESCO-Welterbe Serra de Tramuntana.

## Geschichte

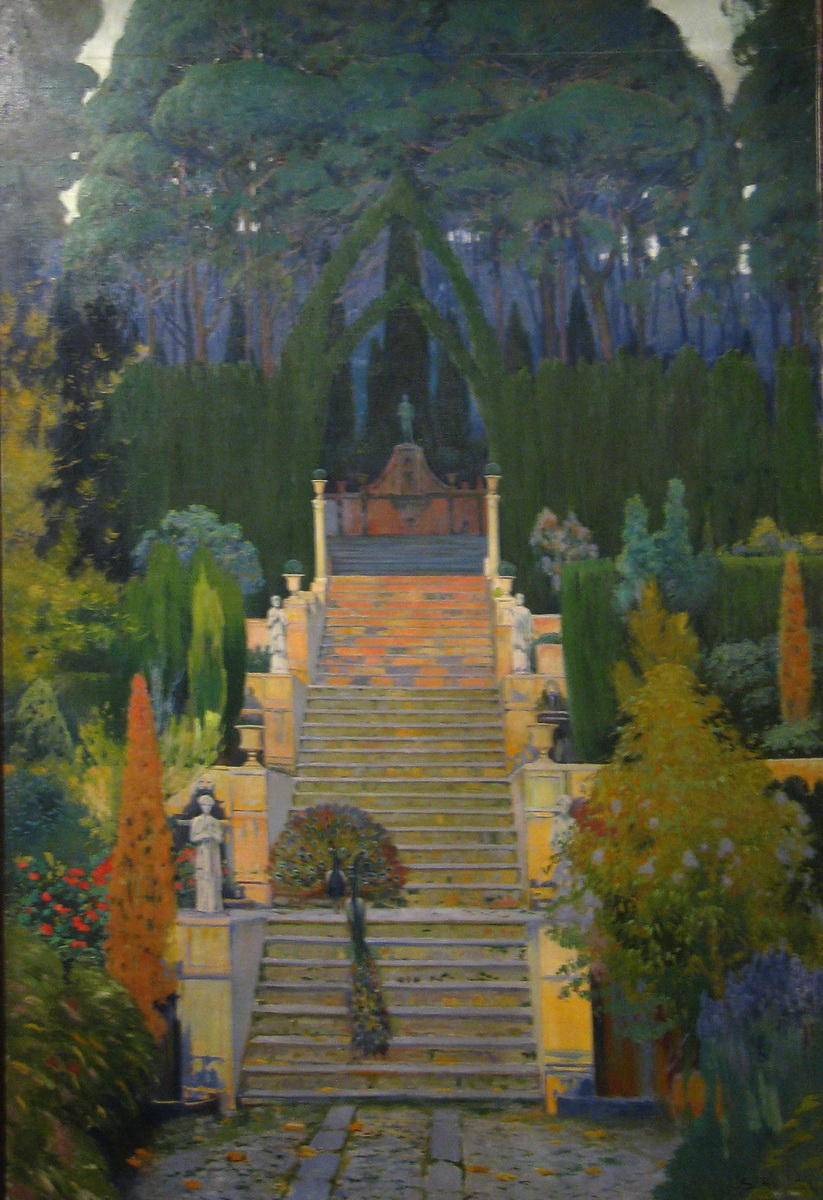
Ölgemälde des Raixa-Gartens von Santiago Rusiñol (1912)

Der Ursprung des Landguts geht bis auf die Zeit der arabischen Herrschaft im 13. Jahrhundert zurück, als die Araber an der Südseite der Bergkette auf dem von den Nordwinden geschützten Land einen Bauernhof betrieben. Nach der Rückeroberung Mallorcas durch König Jakob I. (Aragón) (katalanisch Jaume I.) im Jahr 1229 gehörten die Ländereien verschiedenen adligen Familien, die das Gut zu einem feudalen Landsitz ausbauten. Aus dieser Zeit stammt u. a. das gotische Kreuzgewölbe in der Hauskapelle. Auch barocke und neoklassizistische Stilelemente sind erkennbar.
Für das 17. Jahrhundert sind eine Öl- und eine Getreidemühle, zwei Destillen und eine Windmühle dokumentiert. Neben Oliven- und Johannisbrotbäumen wurde auf dem Landgut Getreide, Hülsenfrüchte, Südfrüchte, Wein und Safran kultiviert. Man betrieb Schafzucht und hielt Pferde und Maultiere.
1994 erklärte die Balearische Regierung Raixa zum Kulturgut. 2002 wurde das 52 ha große Landgut vom Consell de Mallorca (deutsch: Inselrat von Mallorca) erworben und nach mehr als zehnjähriger Restaurierung für die Öffentlichkeit zugänglich gemacht.

## Zugang
Das Landgut Raixa wird von der Landstraße Ma-10 Palma–Sóller über eine nahe Bunyola abgehende Stichstraße angefahren. Von der öffentlichen Bushaltestelle Raixa ist der Eingang in zehn Gehminuten erreichbar.  Der Eintritt  ist kostenlos, nach vorheriger Anmeldung wird auch eine zweistündige Führung angeboten.

## Villa und Gärten

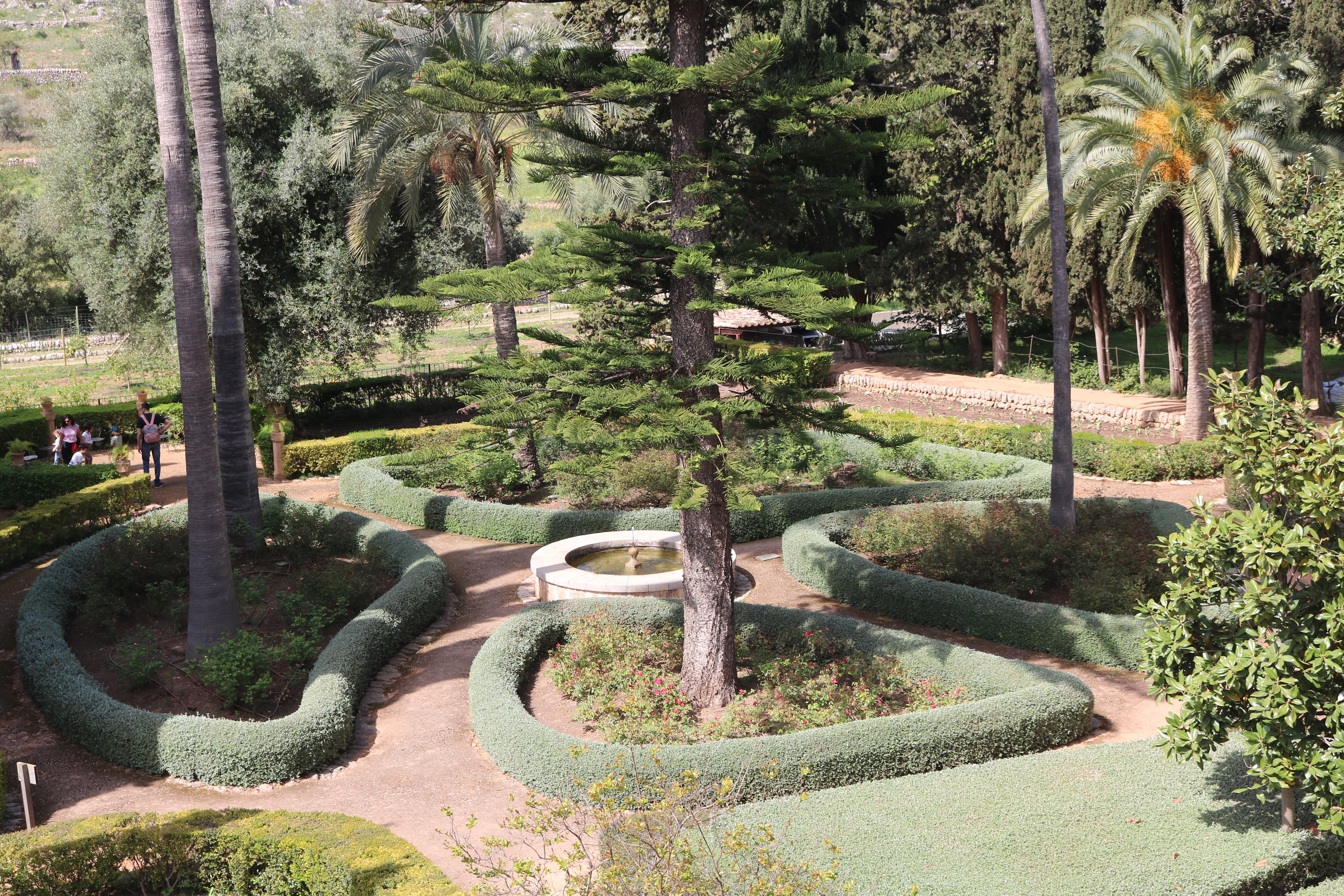
Loggia-Garten

Das heutige Aussehen von Raixa geht im Wesentlichen auf Kardinal Antonio Despuig y Dameto (katalanisch: Antoní Despuig i Dameto) zurück. Inspiriert durch langjährige Aufenthalte in Italien ließ der Kardinal den Landsitz in eine dreigeschossige Villa im italienischen Stil umbauen. An der nach Süden ausgerichteten Hauptfassade wurde im Jahr 1808 im ersten Stock eine Loggia mit zehn Bögen errichtet.
Das Landgut ist in eine weitläufige Gartenlandschaft eingebettet. Zum alten Baumbestand im unteren Gartenbereich, dem sogenannten Loggia-Garten, gehören u. a. Washington- und Dattelpalmen sowie eine Norfolk-Araukarie (Araucaria heterophylla). Eine Allee aus Mittelmeer-Zypressen gibt dem Garten einen  typisch mediterranen Anstrich. Im angeschlossenen Nutzgarten werden Granatäpfel und alte Sorten von Zitrusbäumen kultiviert.

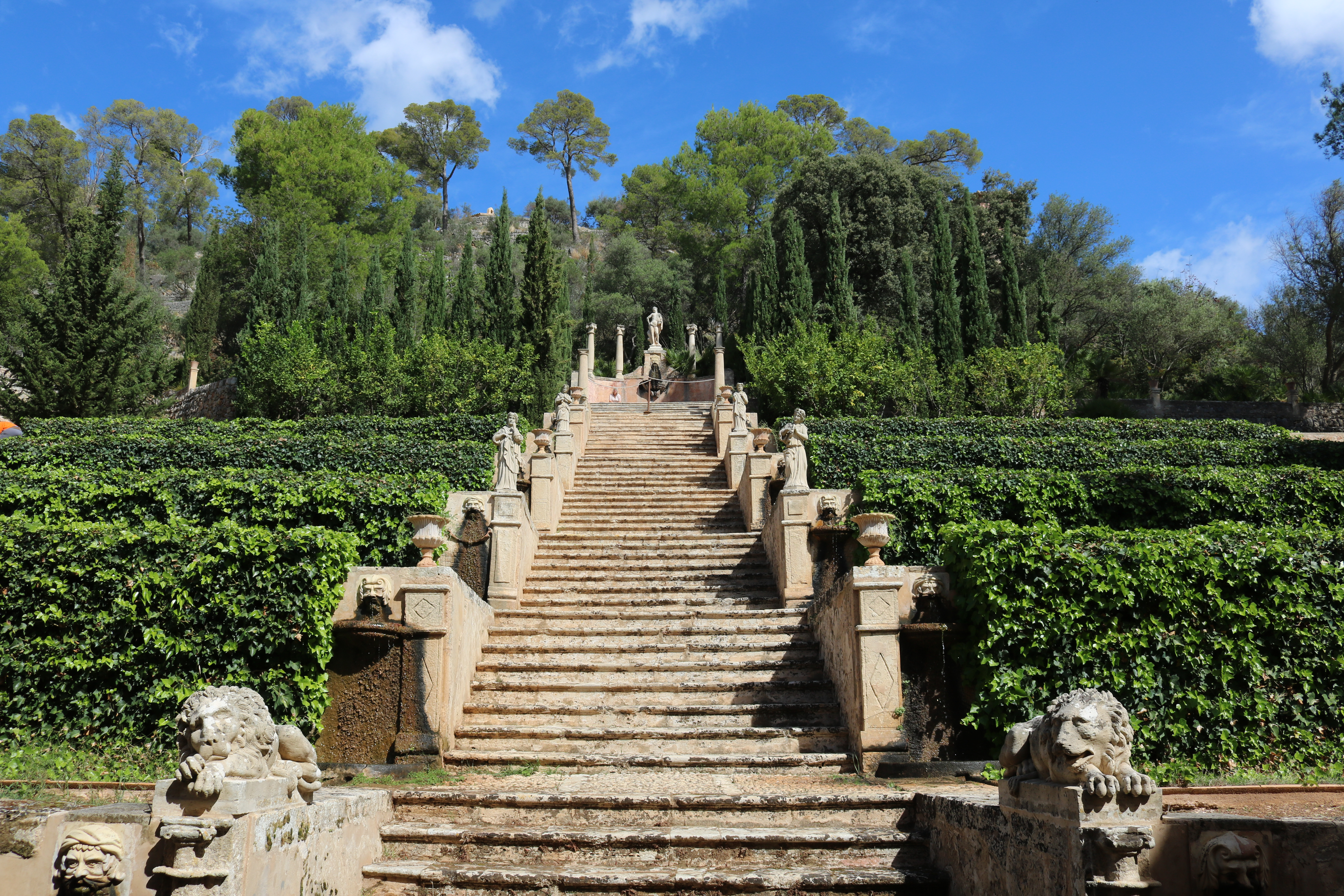
Monumentale Freitreppe

Eine von Löwenfiguren und antiken Statuen flankierte monumentale Freitreppe führt durch die oberen Gärten (Apollon-Garten) hangaufwärts zu einem Aussichtspavillon und einem kleinen Rundtempel, von dem sich eine weite Aussicht über die mit Oliven-, Johannisbrot- und Mandelbäumen bestellten Ländereien ergibt. In der Ferne breitet sich das Häusermeer der etwa zwölf Kilometer entfernten Metropole Palma aus. Die neoklassizistische Anlage am Südhang des Hausberges Sa Muntanyeta  wurde zu Anfang des 19. Jahrhunderts nach Plänen des italienischen Architekten Giovanni Lazzarini (* 1769; † 1834) verwirklicht.

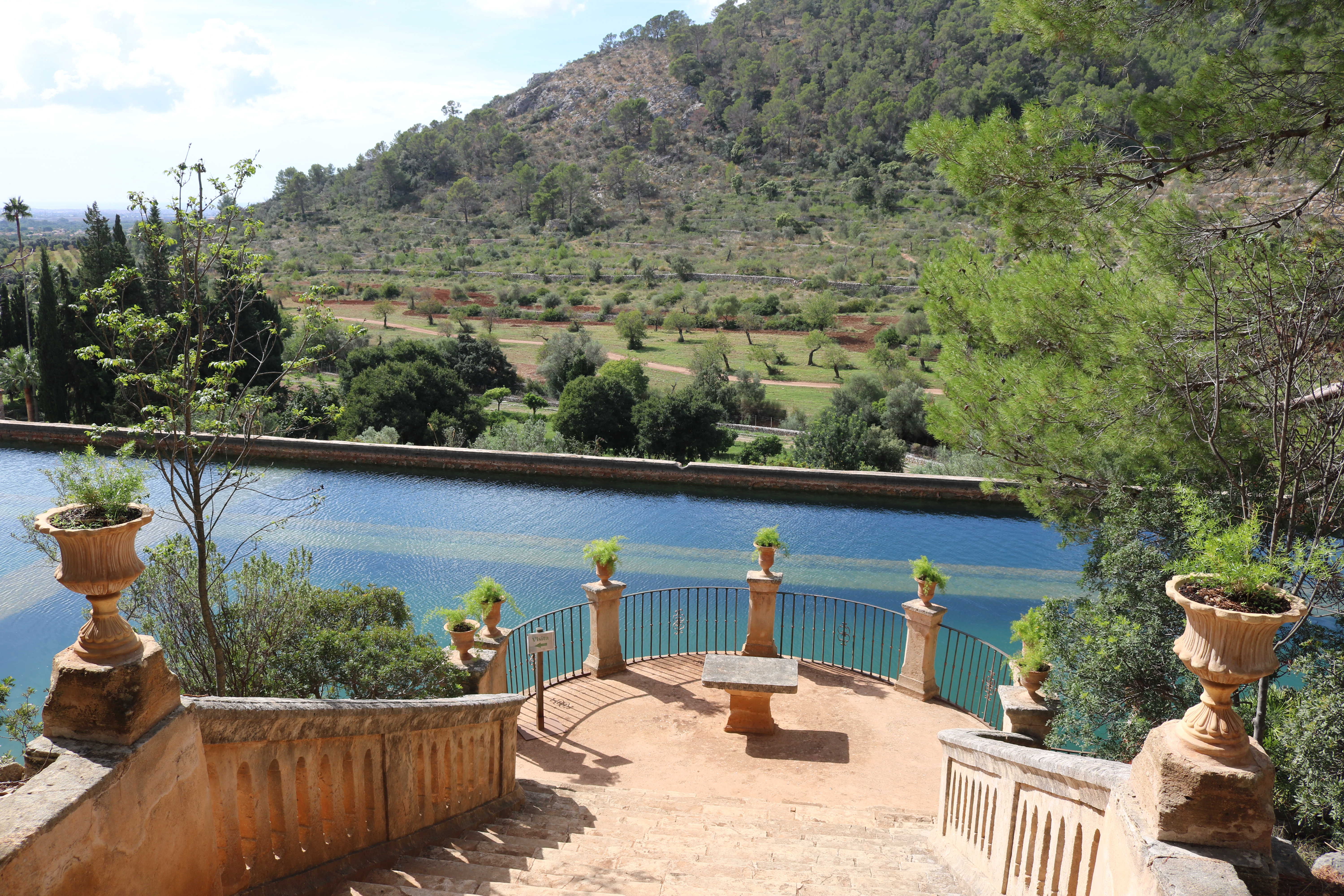
Große Zisterne

Zur Bewässerung der Gärten und Felder baute man in der Mitte des 18. Jahrhunderts eine große Zisterne, sie wird durch einen von der Quelle Font dels Polls de Pastoritx herangeführten Wasserkanal gespeist. Mit einer Länge von 83 m und einer Breite von 17 m  sowie einer durchschnittlichen Tiefe von 7 m gehört sie zu den größten Wasserspeichern Mallorcas. Das an den Rändern von Zwergpalmen bewachsene Becken ähnelt heute einem kleinen Teich.

## UNESCO-Welterbezentrum
Seit 2021 ist im Hauptgebäude das Centre Serra de Tramuntana für das 2011 zum Welterbe ernannte Tramuntanagebirge untergebracht. In dem Besucherzentrum werden in einer opulent mit Panoramabildern aufgebauten Dauerausstellung in neun Sälen die 20 im Gebiet befindlichen Gemeinden vorgestellt, im Vordergrund stehende Themen sind ländliche Traditionen und altes Handwerk.

## Wanderherberge am GR 221

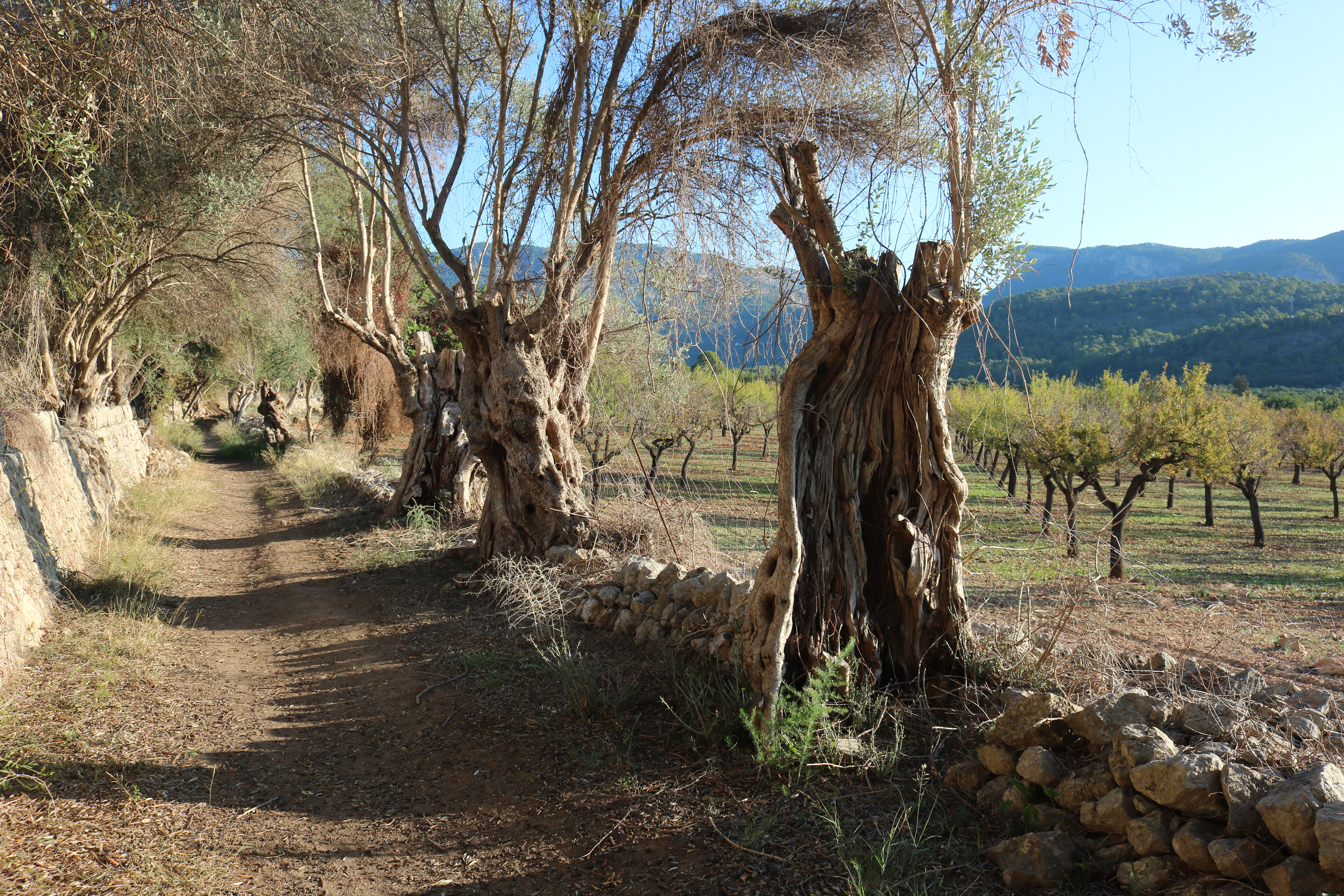
Wanderweg GR 221 bei Raixa

Für den mallorquinischen Fernwanderweg GR 221 ist als Variante eine Querverbindung geplant, die von Valldemossa über Raixa zum Castell d’Alaró und von dort weiter zum Refugi de Tossals Verds führen soll. Bereits ausgeschildert und begehbar ist das Teilstück von Raixa zur Rotonda Bunyola an der Landstraße Ma-11. In naher Zukunft soll ein Nebengebäude von Raixa zu einer Wanderherberge ausgebaut werden.

## Raixa als Drehort
Raixa diente u. a. als Drehort für den Kinofilm Das Böse unter der Sonne (1982) nach dem gleichnamigen Kriminalroman von Agatha Christie mit Peter Ustinov in der Hauptrolle des Privatdetektivs Hercule Poirot.